# نیکلاس ترنات
نیکلاس ترنات (انگلیسی: Niklas Tarnat؛ زادهٔ ۲۶ مهٔ ۱۹۹۸) بازیکن فوتبال اهل آلمان است.
از باشگاه‌هایی که در آن بازی کرده‌است می‌توان به باشگاه فوتبال بایرن مونیخ ۲ اشاره کرد.